# Roger Mortimer, I conde de March
Roger Mortimer (25 de abril de 1287, Londres-29 de noviembre de 1330, Tyburn) fue barón de Wigmore y conde de March hasta la supresión de sus títulos por el Parlamento de Inglaterra. Fue amante de Isabel de Francia, Reina y regente de Inglaterra durante tres años. Fue condenado por usurpación del trono y colgado en Tyburn. 
La historia del ascenso al poder político de Roger Mortimer es relatada por Maurice Druon en el libro V, La Loba de Francia, de la serie Los reyes malditos. La historia de la conspiración contra Eduardo II de Inglaterra aparece en la novela Un mundo sin fin (2007) de Ken Follett. Además, Mortimer es retratado en la película Eduardo II (1991).

## Orígenes
Fue el hijo primogénito de Margarita de Fiennes y Edmundo Mortimer, lugarteniente del Rey Eduardo II de Inglaterra y Gran Juez de Irlanda (1316-1321). Nieto de Roger Mortimer, probablemente Roger fue criado por su tío, el conocido Roger Mortimer de Chirk, quien se hiciera famoso por llevarle la cabeza de Llywelyn el Último Rey de Gales al Rey Eduardo I de Inglaterra en 1282. 
Al igual que muchos hijos de nobles de su tiempo, Roger fue prometido en matrimonio a una temprana edad, se casó con Juana de Joinville (1286-1356), hija de Pedro de Joinville, que era doncella de la reina, en 1301 heredando así Joinville. Al morir el abuelo de su esposa heredó sus territorios y títulos, que sumados a los que ya poseía, reunió una serie de condados y territorios a lo largo de la frontera de Gales e Inglaterra.
Roger fue nombrado Lugarteniente de Irlanda y en 1316 obligó a Eduardo Bruce, autoproclamado Rey de Irlanda, a retirarse.
Volvió a Gales para solucionar problemas relacionados con su patrimonio.

## La rebelión

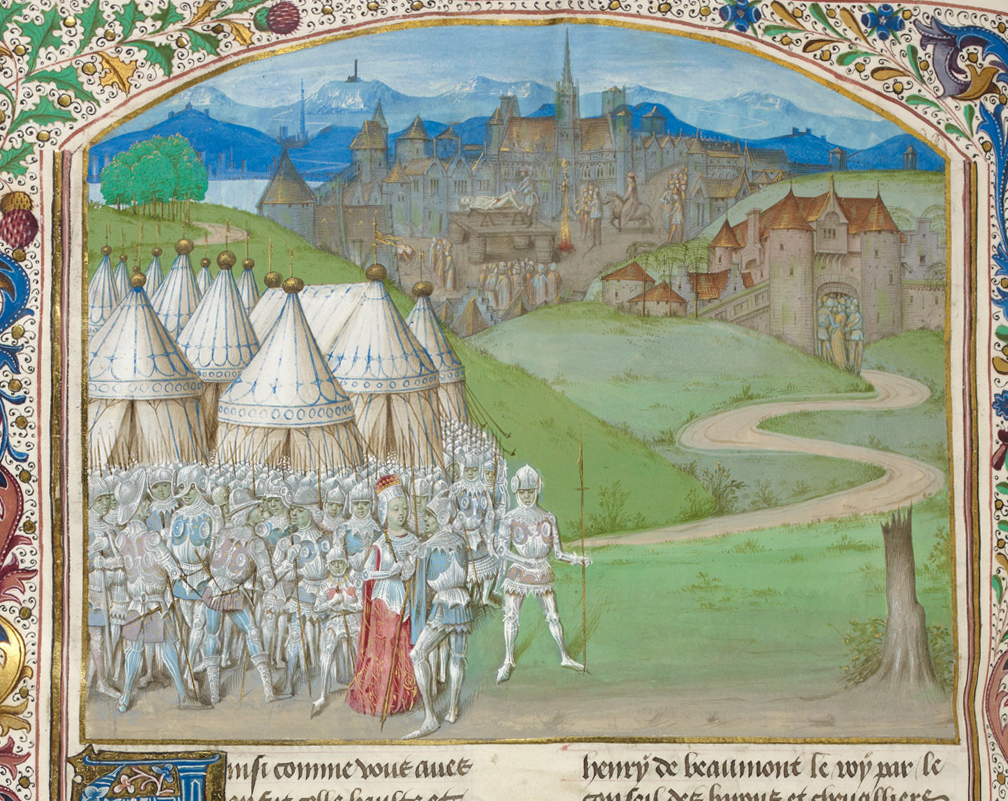
Ilustración del que muestra a la Reina Isabel y Roger Mortimer.

El año 1318 participó en la revuelta en contra de los Despenser, que ejercían una tiranía sin límites al aprovecharse de su posición en la corte. El principal problema era Hugo Despenser el Joven quien era el amante del Rey Eduardo II y quien manejaba por completo al soberano, entre otras cosas se había apoderado de las tierras en Gales de Roger mientras él se encontraba en campaña en Irlanda. 
En 1321 los Despenser se habían ganado muchos enemigos en todos los estratos de la sociedad, partiendo por la Reina Isabel hasta los Barones y el pueblo llano. Finalmente los Barones se impusieron y el Rey se vio obligado a exiliar a Hugo Despenser y a su padre (del mismo nombre). Sin embargo ambos volvieron al año siguiente y rápidamente derrotaron a sus oponentes los que fueron ejecutados, encarcelados o exiliados. 
Mortimer fue encerrado en la Torre de Londres junto a su tío Rogelio Mortimer de Chirk pero logró evadirse de ella en agosto de 1323 asilándose en Francia, que en esos momentos se encontraba en conflicto con Inglaterra, bajo la custodia de Roberto III de Artois, conde de Beaumont-le-Roger.

## Asilo en Francia
En abril de 1325, por consejo del Papa Juan XXII la reina Isabel de Inglaterra viajó a Francia, ella era hermana del Rey francés Carlos el Hermoso y su misión oficial era servir de mediadora entre ambos países en relación con los problemas limítrofes por los que atravesaban. Llegaron al siguiente acuerdo: Inglaterra tomaría posesión de la Gascuña pero debía hacerle un homenaje a Francia. Eduardo II para esto envió a su primogénito, el Príncipe Eduardo a realizar el homenaje ante el rey francés.
Tras la ceremonia de homenaje el Rey inglés llamó de vuelta a su esposa e hijo. Ambos rehusaron volver.
Fue durante este período que Roger conoció a la Reina Isabel y se hicieron amantes, la relación entre la Reina y el prófugo, al amparo del rey francés, era escandalosa ante los ojos de todo el mundo. 

## Invasión a Inglaterra

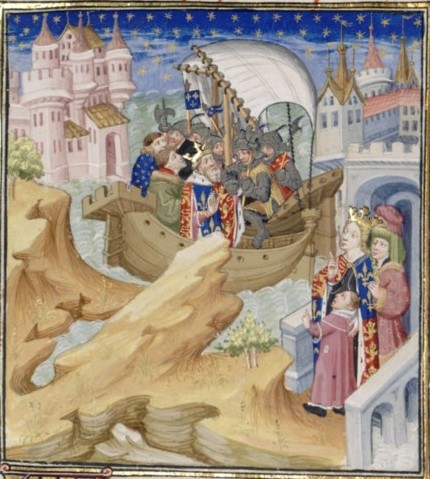
Imagen medieval que ilustra a Isabel de Francia capturando a Eduardo II.

La condición para la vuelta de Isabel era que se exiliara a los Despenser para garantizar su seguridad y la del heredero al trono. Ante la negativa del soberano, prepararon un ejército de invasión y ese mismo año, Roger e Isabel, invadieron Inglaterra con el apoyo de los nobles descontentos, resultando victoriosos.
Hugo Despenser el Viejo fue ejecutado, se hizo prisionero al rey Eduardo y a Hugo Despenser el Joven, quien fue declarado culpable de traición y robo, y ejecutado de manera pública.
El Parlamento se reunió en Westminster el 7 de enero de 1327, solicitando la abdicación del Rey, siendo acusado, entre otros cargos, de injuria a la Iglesia, perder soberanía sobre Escocia, Irlanda y Gascuña, por mal gobierno y por romper el juramento de coronación. El 21 de enero Eduardo abdicó en favor de su hijo de 14 años, quien asumió como Eduardo III de Inglaterra. Durante la minoría de edad del nuevo soberano la regencia la ejercerían Roger Mortimer y la Reina Isabel.

## Poder y caída
La primera disposición de los regentes fue finalizar la guerra con Francia el 31 de marzo de 1327, entrando en vigencia un nuevo Tratado de París, donde Inglaterra obtuvo un pobre beneficio: Ponthieu y Gascuña, mientras Francia obtuvo Agen, Bazas y sus alrededores, además de recibir una indemnización de 50.000 marcos de plata. 
Durante ese año, el abdicado Eduardo II logró escapar con la ayuda de sus partidarios, pero fue rápidamente capturado y murió en el Castillo de Berkeley donde fue encarcelado. Oficialmente se habló de una muerte natural, pero según muchos la realidad es que fue asesinado por órdenes de Mortimer y la Reina.
Roger e Isabel intentaron resolver el problema con Escocia de forma diplomática, debido a la devastación de los condados ingleses y el vacío en las arcas que había dejado el anterior gobierno sumado al pago de la indemnización a Francia, no se podía costear un ataque armado. El acuerdo se cerró con el Tratado de Northampton que reconocía a Roberto Bruce como Rey de Escocia, sin entregar garantías a los Barones ingleses que habían sido despojados de sus tierras, además el acuerdo contemplaba el compromiso entre el hijo de Roberto Bruce, David de cuatro años, con la hija de Isabel y Eduardo II, Juana de siete años.
Mientras tanto Mortimer se atribuía cada vez más ganancias y adquiría más poder, fue nombrado Condestable de Wallingford y Conde de March en marzo de 1328 y en términos administrativos, a pesar de ser más competente que Hugo Despenser, inquietaba a sus pares debido a la ambición que mostraba. Su propio hijo, Geoffrey, se burlaba de él y era llamado "El Rey de la Locura". Durante el tiempo que gobernó se hizo cargo de los señoríos de Denbigh, Oswestry, Clun y Montgomery.
De esta forma despertó la ira y envidia de muchos nobles, entre ellos Enrique de Lancaster y Edmundo de Woodstock, hermanos del antiguo rey y tíos de Eduardo III. Ambos en un principio habían apoyado el derrocamiento de Eduardo II y los Despenser. Edmundo intentó derrocar a Mortimer pero fue descubierto y condenado a muerte sin consultar al Rey, esto provocó la ira del joven soberano quien estaba a punto de cumplir los 18 años.

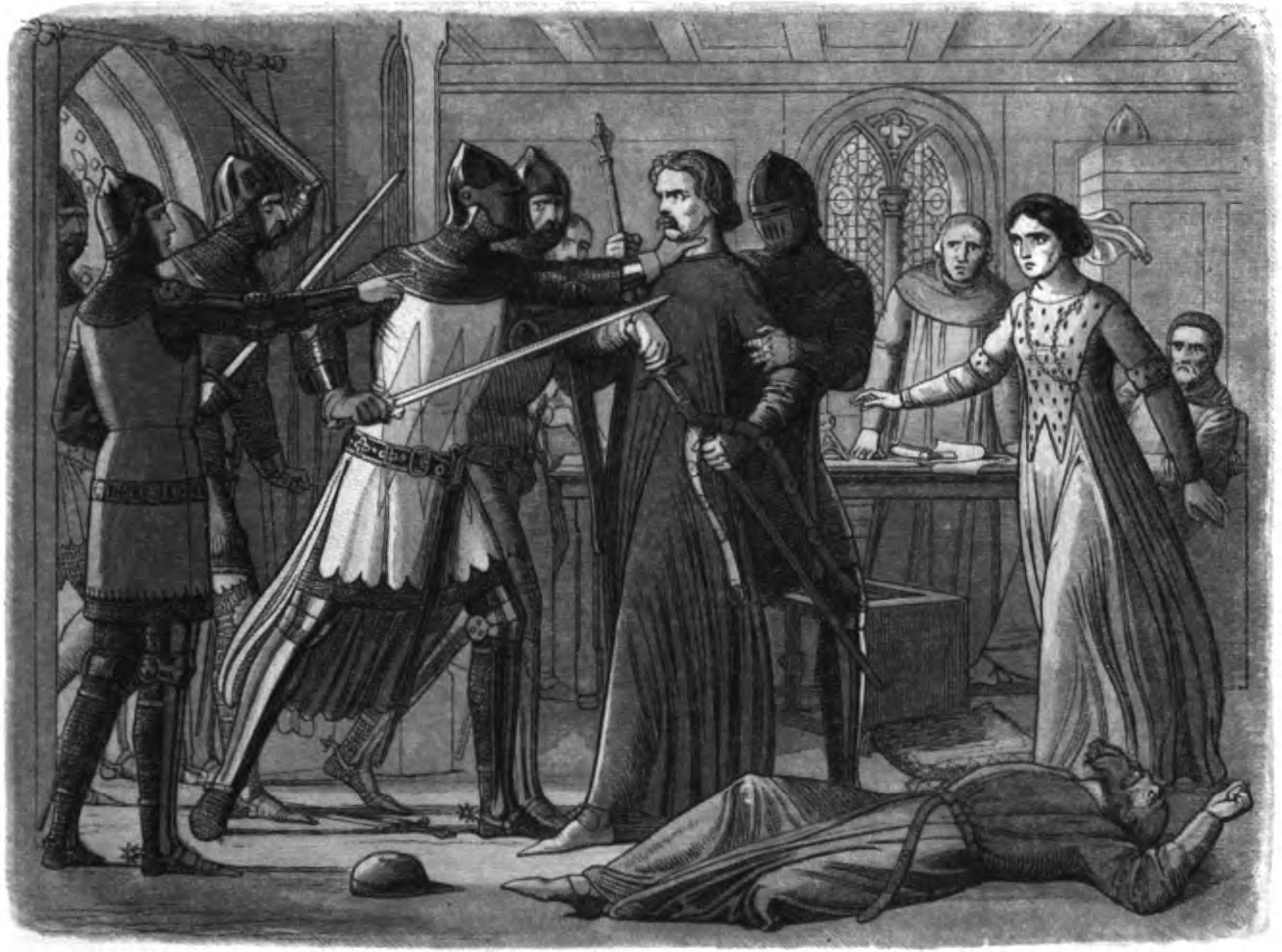
Mortimer capturado por el rey. James William Edmund Doyle (1864).

El 19 de octubre de 1330 Roger e Isabel se encontraban durmiendo en el Castillo de Nottingham. Al amparo de la noche un grupo de jóvenes, dirigidos por Eduardo III, asaltó la fortaleza y tomaron prisioneros a Mortimer y la reina. 
Mortimer nuevamente fue encarcelado en la Torre de Londres, despojado de sus posesiones y títulos y acusado de asumir el poder real, derrocamiento de Eduardo II y asesinato del mismo, entre otros delitos. Fue condenado a muerte sin juicio y colgado en Tyburn el 29 de noviembre de 1330. Sus vastas propiedades pasaron a la Corona. 

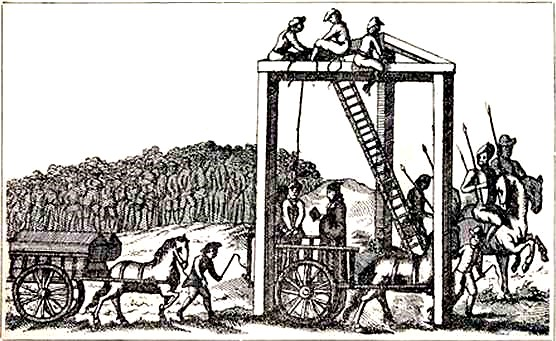
Tyburn

Isabel fue encerrada en el Castillo de Norfolk. Juana, la esposa de Roger, fue perdonada y se le entregaron sus títulos originales, vivió hasta 1336 y fue enterrada junto a su marido en la abadía de Wigmore.

## Descendencia
Roger Mortimer y su esposa Juana Mortimer tuvieron los siguientes hijos:
- Edmundo Mortimer (1302-1331), casado con Isabel de Badlesmere, padres de Roger Mortimer, II conde de March, a quien se le restituyó el título de su abuelo;
- Margarita Mortimer, Baronesa de Berkeley (1304-1337), casada con Tomás, Barón de Berkeley;
- Maud Mortimer (1307-c. 1345), casada con Juan Charleton, Barón de Cherleton;
- Godofredo Mortimer (1309-c. 1372);
- Juan Mortimer (1310-1328);
- Juana Mortimer (c. 1312-c. 1337), casada con Santiago, Barón de Audley;
- Isabel Mortimer (c. 1313-c. 1327);
- Catalina Mortimer (c. 1314-1369), casada con Tomás de Beauchamp, conde de Warwick;
- Inés Mortimer, Condesa de Pembroke (c. 1317-1368), casada con Lorenzo Hastings, Conde de Pembroke;
- Beatriz Mortimer (c. 1319-1383), casada en primeras nupcias con Eduardo Conde de Norfolk y en segundas nupcias con Tomás, Conde de Braose;
- Blanca Mortimer (c. 1321-1347), casada con Pedro, Conde de Grandison.